# ادغام داده
ادغام داده (انگلیسی: Data integration) تجمیع داده یا یکپارچه‌سازی داده، از تکنیک‌های پیش پردازش داده است که در آن داده‌های حاصل از منابع مختلف، به عنوان یک منبع یکپارچه شکل می‌گیرد و به کاربران امکان یافتن، دسترسی و دستکاری به این داده‌ها را خواهد داد. فرایند ادغام داده، کاربردهای فراوان در زمینه‌های مختلف داشته و در هر دو بخش تجاری (برای نمونه در ادغام پایگاه‌های داده شرکت‌های مختلف) و علمی (در تجمیع نتایج تحقیقاتی موجود مخازن داده) مورد توجه می‌باشد.